# 歐爾河
歐爾河（法語：Aure，法語發音：[ɔʁ] ⓘ）是法國的河流，位於該國西北部，流經诺曼底大区卡爾瓦多斯省，河道全長82公里，發源自科蒙莱旺泰，河畔城鎮有巴约讷，最終在滨海伊西尼注入维尔河。

## 外部連結
- http://www.geoportail.fr （页面存档备份，存于）
- Sandre数据库中的欧尔河 （页面存档备份，存于）